# Hiromu Mitsumaru
Hiromu Mitsumaru (三丸 拡 Mitsumaru Hiromu?, Tochigi, 6 de julio de 1993) es un futbolista japonés que juega como defensa en el Kashiwa Reysol de la J1 League.

## Trayectoria

### Clubes
| Club           | País  | Año       |
| -------------- | ----- | --------- |
| Sagan Tosu     | Japón | 2016-2019 |
| Kashiwa Reysol | Japón | 2020-     |